# Mściciel (pociąg pancerny)
Pociąg Pancerny Nr 16 „Mściciel” – pociąg pancerny Wojska Polskiego.

## Opis
Powołany do służby w Warszawie w styczniu 1919 roku. Dowództwo nad „Mściwym” objął porucznik Dominik Zamieński. Początkowo załoga składała się ze studentów-ochotników i kilku artylerzystów z Rembertowa pod dowództwem podporucznika Piotrowskiego i 8 kanonierów oraz rekrutów z 21 pułku piechoty. Jednym z członków załogi pociągu był ppor. art. Andrzej Przeworski.
Przydzielony do 1 Armii, 15 sierpnia liczył 9 oficerów, 88 szeregowych, 3 działa polowe, 2 działka kalibru 37 milimetrów i 10 ciężkich karabinów maszynowych. Skład pociągu stanowiły przerobione wagony kolejowe. Opancerzony był tylko parowóz, a wagony szturmowe obite były grubą blachą żelazną. Pociąg nie posiadał wieżyczek obrotowych. 
W dniu 4 lutego 1919 roku wziął udział w walkach z Ukraińcami, w wyniku których wojska polskie zdobyły Kowel. 7 marca „Mściwy” został skierowany do Warszawy w celu przeprowadzenia remontu. Dwa wagony artyleryjskie zostały dodatkowo wzmocnione pancerzem z blachy żelaznej oraz zamontowano na nich wieżyczki z karabinami maszynowymi. 1 kwietnia wydano dla pociągu jedną opancerzoną armatę niemiecką kalibru 57 milimetrów w kopule z fabryki „Gerlach i Pulst”. 23 kwietnia zmodernizowany Nr 16 otrzymał formalnie nową nazwę – „Mściciel”.
Walczył skutecznie na przedmościu warszawskim w połowie sierpnia 1920 roku, po czym wszedł w skład Grupy Pancernej majora Nowickiego. Zlikwidowany w lipcu 1921 roku.

## Odznaka pamiątkowa
Odznaka okrągła, tłoczona w jasnym mosiądzu, srebrzona i oksydowana. Średnica 45 milimetrów, grubość blachy około 1 milimetr. Wokół tarczy odznaki, pomiędzy paskami napis: Pociąg pancerny P. 16 i odgrodzony gwiazdkami – Mściciel. Rysunek odznaki przedstawia rycerza w zbroi z mieczem w prawej, a tarczą z wizerunkiem orła w lewej ręce, w ruchu cięcia trójgłowego smoka. Odznaka sztancowa dość czysto i starannie wykonana, nieco wypukła. Rysunek poprawny, choć nieco rzemieślniczy i niepoprawny historycznie (hełm ma jednocześnie nosal i przyłbicę). Umocowanie na śrubce.